# Hermann von Stein (ministar)
Hermann Christlieb Matthäus von Stein (Wedderstedt, 13. rujna 1854. – Lehnin, 26. svibnja 1927.) je bio njemački general i vojni zapovjednik. Tijekom Prvog svjetskog rata zapovijedao je XIV. pričuvnim korpusom na Zapadnom bojištu, te je bio pruski ministar rata. 

## Vojna karijera
Hermann von Stein rođen je 13. rujna 1854. u Wedderstedtu. Sin je pastora Hermanna Roberta Steina i Julie Friedricke Meyer. U prusku vojsku stupio je 1873. godine, te služi u 3. topničkoj pukovniji. Od 1883. pohađa Prusku vojnu akademiju, dok u lipnju 1885. dostiže čin poručnika. Nakon toga od 1886. ponovno služi u 3. topničkoj pukovniji, te potom od 1888. u Glavnom stožeru. U rujnu 1890. promaknut je u satnika, te postaje zapovjednikom satnije u 7. topničkoj pukovniji koju dužnost obnaša do 1894. kada služi u stožeru 34. pješačke divizije smještene u Metzu.
U svibnju 1896. unaprijeđen je u čin bojnika, te ponovno služi u Glavnom stožeru, da bi potom 1901. postao zapovjednikom 33. topničke pukovnije kojom zapovijeda iduće dvije godine. Godine 1903. po treći puta služi u Glavnom stožeru u kojem je dužnost obavljao idućih devet godina pri čemu od 1908. obnaša dužnost zamjenika načelnika Glavnog stožera. U rujnu 1905. promaknut je u čin pukovnika, čin general bojnika dostiže 1910. godine, dok je u general poručnika unaprijeđen u travnju 1912. godine kada postaje i zapovjednikom 41. pješačke divizije. U lipnju 1913. na 25. godišnjicu krunidbe cara Vilima II. Stein dobiva plemićki naslov.

## Prvi svjetski rat
Početkom Prvog svjetskog rata Stein postaje zamjenikom načelnika stožera Helmutha von Moltkea. Kao zamjenik načelnika Glavnog stožera bio je zadužen za sastav opskrbe, poštanske i medicinske usluge, te vojno sudovanje. Kada je Moltke nakon njemačkog poraza u Prvoj bitci na Marni smijenjen, Stein sredinom rujna 1914. dobiva zapovjedništvo na bojištu, te postaje zapovjednikom XIV. pričuvnog korpusa zamijenivši na tom mjestu Richarda von Schuberta. Sa XIV. pričuvnim korpusom koji se nalazio u sastavu 7. armije Stein sudjeluje u Prvoj bitci na Aisnei, te bitkama poznatim pod nazivom Trka k moru. Kada je 1. lipnja 1916. počela britanska ofenziva na Sommi, Steinov korpus je bio prvi koji je bio izložen britanskom napadu. Stein je napad uspješno odbio, te je uspješno držao obranu na sjevernom dijelu bojišta na Sommi. Za uspješno zapovijedanje Stein je 1. rujna 1916. odlikovan ordenom Pour le Mérite.
U listopadu 1916. Stein je imenovan pruskim ministrom rata zamijenivši na tom mjestu Adolfa Wild von Hohenborna koji je bio vjerni suradnik smijenjenog načelnika Glavnog stožera Ericha von Falkenhayna. Istodobno s imenovanjem Stein je promaknut u čin generala topništva. Kao ministar rata Stein je sukladno novom programu novog načelnika stožera Paula von Hindenburga tijekom studenog 1916. proveo reorganizaciju ministarstva, ali se moć ministarstva rastom utjecaja Glavnog stožera sve više smanjivala. Dužnost ministra rata Stein je obnašao do 9. listopada 1918. kada je dolaskom Maximiliana Badenskog na mjesto predsjednika njemačke vlade smijenjen.

## Poslije rata
Nakon završetka rata Stein se 17. studenog 1918. umirovio. Preminuo je od srčanog udara 26. svibnja 1927. u 73. godini života u Lehninu.

## Vanjske poveznice
(eng.) Hermann von Stein na stranici Prussianmachine.com

(njem.) Hermann von Stein na stranici Deutschland14-18.de